# NGC 2331
NGC 2331 ist ein Offener Sternhaufen vom Trumpler-Typ IV1p im Sternbild Zwillinge am Nordsternhimmel. Der Haufen hat eine Helligkeit von 8,5 mag und einen Durchmesser von 19 Bogenminuten.
Entdeckt wurde das Objekt am 11. März 1785 vom deutsch-britischen Astronomen William Herschel.